# Crimson Lake Provincial Park
Der Crimson Lake Provincial Park ist ein Provinzpark in der kanadischen Provinz Alberta. Er wurde am 22. November 1955 eingerichtet und gehört zu den älteren der Provincial Parks in Alberta.

## Lage
Der Provinzpark befindet sich im Clearwater County westzentral in Alberta. Das etwa 970 m hoch gelegene Areal liegt in einer bewaldeten Region östlich der den kanadischen Rocky Mountains vorgelagerten Hügelregion. Von Rocky Mountain House aus erreicht man den Provinzpark per Auto über den Alberta Highway 11, den man 9 km westwärts fährt. Anschließend sind es noch 6 km Strecke auf dem Alberta Highway 756 nordwärts.
Der Provinzpark erstreckt sich über zwei nahe beieinander liegende Flächen, das 31,86 km² große Crimson Lake-Areal im Nordwesten mit dem  namengebenden 230 ha großen See Crimson Lake sowie das 256 ha große Twin Lakes-Areal im Südosten. Direkt angrenzend befindet sich die Ferienanlage Wilderness Village Campground Resort.

## Aktivitäten
Der Provinzpark bietet das ganze Jahr über Camping an, wobei von Oktober bis Mai der Service eingeschränkt ist (Wasser und Brennholz muss während dieser Zeit mitgebracht werden). Es gibt Wanderwege, Mountan-Bike-Strecken und im Winter Ski-Langlauf, Schneeschuh-Touren, Schlittschuhfahren und Eisfischen. Ferner können in dem Gebiet Vögel beobachtet werden, darunter der Kanadakranich, Raufußkauz, der Kalifornienzwergkauz, der Tüpfelgelbschenkel und der Kiefernkardinal soie der Einsiedelwasserläufer.